# Сокіл плямистокрилий
Сокіл плямистокрилий (Spiziapteryx circumcincta) — вид соколоподібних птахів родини соколових (Falconidae). Мешкає в Південній Америці. Це єдиний представник монотипового роду Плямистокрилий сокіл (Spiziapteryx).

## Опис

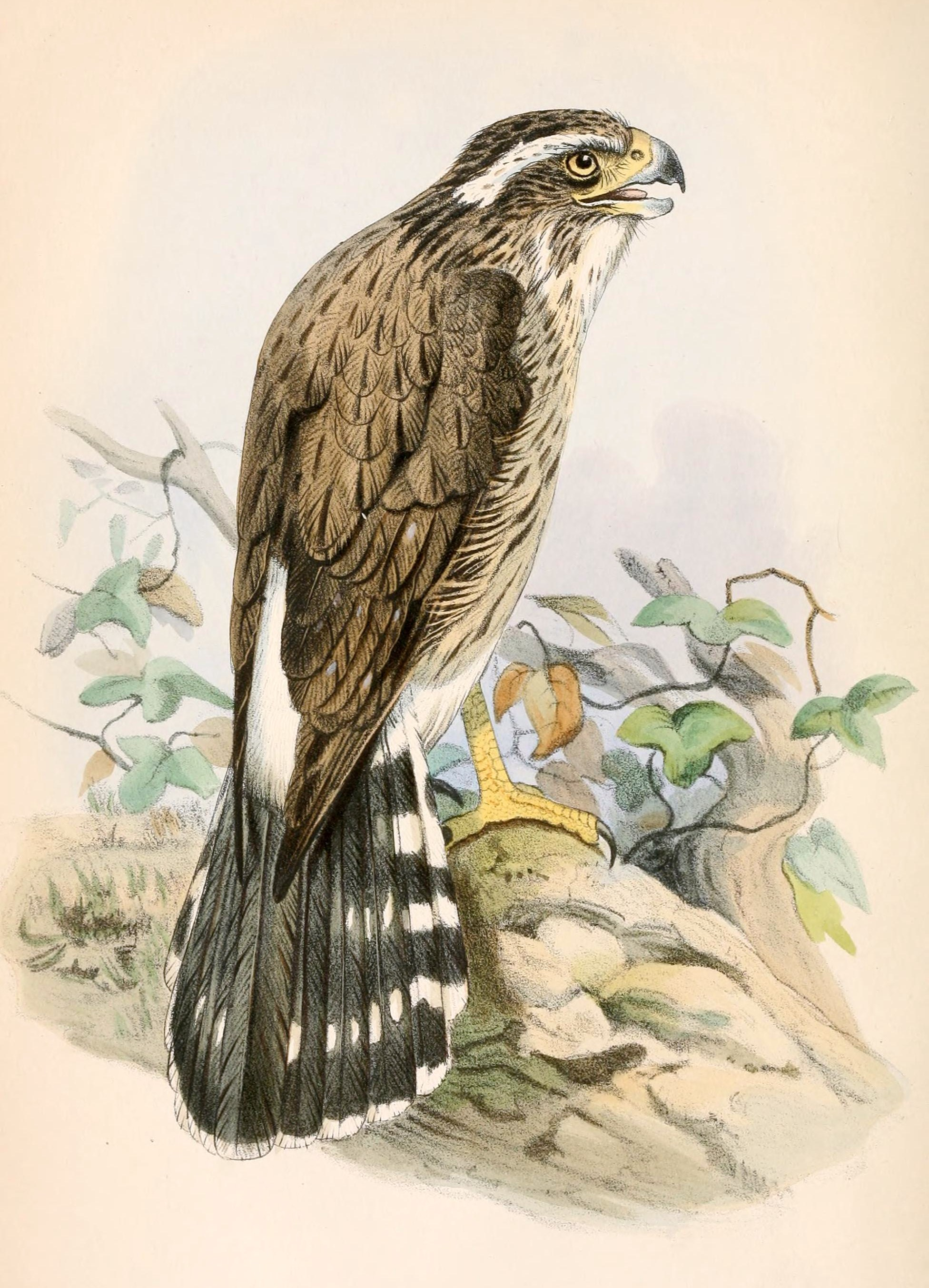
Плямистокрилий сокіл

Це невеликий хижий птах. Довжина його тіла становить 25–31 см, розмах крил 47–58 см, середня вага 150 г.

## Поширення і екологія
Ареал плямистокрилого сокола простягається від південно-східної Болівії через західний Парагвай до центральної Аргентини. Кілька разів цей птах був зафіксований на території Уругваю (кожного разу-в лютому).
Плямистокрилий сокіл мешкає в саванах, сухих низкорослих лісах і навіть в напівпустелях. Він живе на висоті до 1000 м над рівнем моря.

## Раціон
Харчується великими комахами (такими як коники і цикади), ящірками, невеликими птахами і гризунами (наприклад, гірськими кавіями).

## Розмноження
В кладці 2-4 яйця охристого кольору з темними плямами.